# 汪敬熙

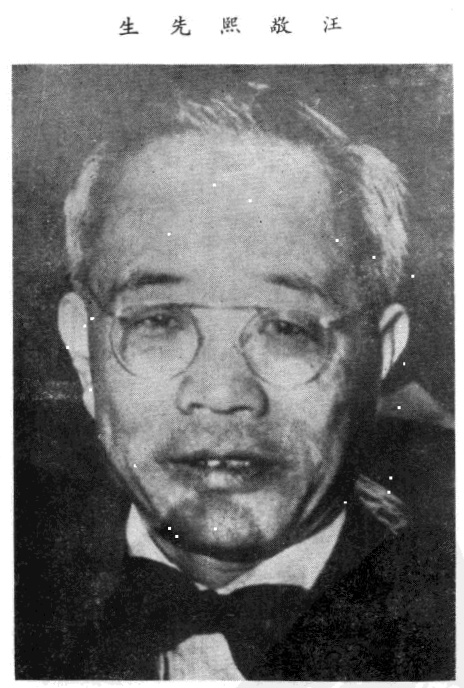
汪敬熙院士

汪敬熙(英語：Ging-Hsi Wang，1893年7月7日—1968年6月30日），字緝齋，生理心理學家，山東省歷城縣人。
汪敬熙長期投入於生理心理學研究，包括白鼠活動與性週期的關係、皮膚電反射、兩棲類胚胎行為等，學術成就豐碩。

## 生平
1919年，參加五四運動，創建新潮社，在《新潮》發表白話小說。7月，畢業於北京大學經濟系。1920年，在蔡元培的推薦下獲得穆藕初的捐款，和周炳琳等人一同赴美。到約翰霍普金斯大學醫學院學習生理心理學和神經生物學。1923年，獲博士學位。1924年，回國後任中州大學教育學系心理學教授兼系主任。1926年，赴美研究。1927年，回國後到國立中山大學任教，建立了神經生理學實驗室。1930年，被聘為北京大學心理學教授，建立心理學實驗室。1934年，任中央研究院心理研究所所長，並在上海和南京建立實驗室。1937年，抗戰爆發後組織心理研究所內遷，輾轉各地。1948年，當選為中央研究院第一屆院士，並被聘為任聯合國教科文組織科學部主任。1953年，任期結束後到約翰霍普金斯大學任教。1957年，轉至威斯康辛大學任教。。
1968年，逝世於美國。

## 著作與論文
- 《生理電學在心理學上之應用》（《清華週刊》，38卷五期，清華大學，1932年）
- 《中國心理學的將來》（《獨立評論》，40期，1933年）
- 《答潘菽先生“關於心理學的預言”》（《獨立評論》， 49期， 1933年）
- 《行為之生理分析》（獨立出版社， 1944年）